# Longeville
Longeville település Franciaországban, Doubs megyében. Lakosainak száma 180 fő (2022. január 1.). Longeville Châteauvieux-les-Fossés, Évillers, Mouthier-Haute-Pierre és Vuillafans községekkel határos.

## Népesség
A település népességének változása:
| Lakosok száma | 195  | 141  | 145  | 143  | 165  | 168  | 173  | 180  | 183  | 180  |
|               | 1968 | 1982 | 1990 | 2006 | 2013 | 2015 | 2017 | 2019 | 2020 | 2022 |